# Senaatti-kiinteistöt
Senaatti-kiinteistöt (швед. Senatfastigheter) — государственное коммерческое предприятие, занимающееся арендой помещений для государственных учреждений Финляндии.
Крупными клиентами Senaatti-kiinteistöt являются Полиция, Оборонительные силы и Пограничное ведомство.
Прибыль Senaatti-kiinteistöt идёт в государственную казну.